# Massimo Busacca
Massimo Busacca (Bellinzona, Cantó de Ticino, Suïssa, 6 de febrer del 1969) és un àrbitre de futbol suís. Busacca arbitra la lliga suïssa des de 1996 i des de 1999 és àrbitre internacional FIFA. Ha estat àrbitre en el Mundial 2006 i en l'Eurocopa 2008 i ha dirigit les finals de la Copa de la UEFA 2006-2007 i de la Lliga de Campions 2008-09.